# Пријевор (Дубровник)
Пријевор је насељено место у саставу града Дубровника, Дубровачко-неретванска жупанија, Република Хрватска.

## Географски положај
Пријевор се налази између Рожата и градског котара Мокошица, на обали реке Омбле. Подељен је на три дела, а изнад њега, на падинама је Драчево Село. Налази се 5,5 km далеко од Дубровника, а део је Ријеке Дубровачке
Горњи Пријевор чине углавном мале и трошне куће. Из Горњег Пријевора се развио Пријевор, али је после земљотреса 1979. године основан Доњи Пријевор и Пријевор на Риви.
Доњи Пријевор је новији део насеља, са стандардним и модерним кућама и стамбеним зградама.
Пријевор на Риви налази се на реци Омбли, а делимично обухвата и цркву.

## Историја
До територијалне реорганизације у Хрватској налазио се у саставу старе општине Дубровник. Као самостално насељено место, Пријевор постоји од пописа 2001. године. Настало је издвајањем дела насеља Дубровник.

## Становништво
На попису становништва 2011. године, Пријевор је имао 453 становника. За национални састав 1991. године, погледати под Дубровник.
| Број становника по пописима | Број становника по пописима | Број становника по пописима | Број становника по пописима | Број становника по пописима | Број становника по пописима | Број становника по пописима | Број становника по пописима | Број становника по пописима | Број становника по пописима | Број становника по пописима | Број становника по пописима | Број становника по пописима | Број становника по пописима | Број становника по пописима | Број становника по пописима |
| --------------------------- | --------------------------- | --------------------------- | --------------------------- | --------------------------- | --------------------------- | --------------------------- | --------------------------- | --------------------------- | --------------------------- | --------------------------- | --------------------------- | --------------------------- | --------------------------- | --------------------------- | --------------------------- |
| 1857.                       | 1869.                       | 1880.                       | 1890.                       | 1900.                       | 1910.                       | 1921.                       | 1931.                       | 1948.                       | 1953.                       | 1961.                       | 1971.                       | 1981.                       | 1991.                       | 2001.                       | 2011.                       |
| 217                         | 272                         | 109                         | 97                          | 81                          | 70                          | 178                         | 199                         | 90                          | 97                          | 50                          | 35                          | 0                           | 0                           | 362                         | 453                         |

Напомена: У 2001. настало издвајањем из насеља Дубровник. Од 1857. до 1931. исказивано као насеље. У 1869., 1921. и 1931. садржи податке за насеље Чајковићи. У 1981. и 1991. подаци су садржани у насељу Дубровник.

## Привреда
Становници Пријевора се баве земљорадњом и риболовом, а велика већина њих ради у Дубровнику.